# Erdbeben im Friaul 1976
Das Erdbeben im Friaul am Donnerstag, den 6. Mai 1976, um 20:59 Uhr (MEZ) erschütterte die italienische Region Friaul-Julisch Venetien eine Minute lang mit Erdstößen bis zu einer Magnitude von 6,5 MS. Das Epizentrum des Bebens lag nördlich von Udine am Monte San Simeone in den Gemeinden Trasaghis und Bordano. Die Gemeinden im Kanaltal (Val Canale) und am Tagliamento um Tolmezzo sowie die Gegend um Gemona, Venzone und Osoppo wurden am schwersten getroffen. Insgesamt kamen bei der Katastrophe 989 Menschen ums Leben.
Auf der Mercalli-Skala wird die Intensität des Bebens mit der Stufe 10 angegeben. Die Erdstöße waren in ganz Norditalien und den angrenzenden Gebieten Sloweniens wie auch im angrenzenden Österreich bis Salzburg zu spüren (vor allem im Gailtal). Auch in Bayern wurden Bodenbewegungen durch das Erdbeben gemeldet.

## Geologischer Rahmen
Das Friaul wurde und wird immer wieder von Erdstößen heimgesucht. Seit dem Beginn der Aufzeichnungen im Jahr 1115 wurden rund 200 größere Erdbeben verzeichnet. Das letzte extrem schwere Ereignis des Raumes fand 1511 in mehreren Schüben statt. Untersuchungen ergaben eine große Übereinstimmung der Beben 1976 und 1348. Diese sind Folgen der Plattentektonik. Durch den Zusammenstoß der Afrikanischen Platte (Adriasporn) mit der Eurasischen Platte werden die Alpen aufgefaltet. In den Ostalpen schiebt sich die Afrikanische Platte in 15.000 m Tiefe unter die Eurasische Platte, im Gegensatz zum Rest der Alpen, in dem die Europäische Platte die Position der Unterplatte einnimmt. Durch die Überschiebung der beiden Lithosphärenplatten wird das Gebiet des Friaul angehoben, die dabei auftretenden Spannungen in der Erdkruste entladen sich in Erdbeben.

## Folgen
Etwa 80.000 Menschen in 77 Gemeinden waren von den Erdbeben-Zerstörungen betroffen, 45.000 verloren ihre Häuser beziehungsweise Wohnungen. Gemona und die Nachbargemeinden Venzone und Osoppo wurden schwer zerstört. Vom berühmten Dom Santa Maria Assunta (Heilige Maria Himmelfahrt) stürzte das rechte Seitenschiff und der Campanile ein. Im Dom stehen heute die Säulen etwas schief und erinnern noch nach dem Wiederaufbau an das Erdbeben. Auch der Dom von Venzone wurde völlig zerstört.
Im Herbst desselben Jahres kam es in der Region zu weiteren schweren Erdbeben. Am 11. September 1976 gab es zwei Erdstöße um 18:31 Uhr und um 18:40 Uhr mit einer Intensität von 7,5 und 8 auf der Mercalli-Skala. Am 15. September 1976 bebte um zirka 5 Uhr die Erde und um 11:30 Uhr kam es zu einem Nachbeben. Dieses Beben erreichte eine Intensität von mehr als 10 auf der Mercalli-Skala. Dabei wurden viele Gebäude vollends zerstört, die schon am 6. Mai beschädigt worden waren. Weitere 30.000 Menschen wurden obdachlos.
Vom italienischen Staat wurde zuerst Geld für den Wiederaufbau der Industrie zur Verfügung gestellt, um die Abwanderung bzw. Auswanderung in andere Länder aus der schon zuvor von Arbeitsplatzmangel betroffenen Zone zu begrenzen. Für den Wiederaufbau von Häusern kamen auch Spenden aus anderen Ländern, wie z. B. aus Österreich. Auch der Dom von Gemona und der Dom von Venzone wurden wie andere zerstörte Kirchen wieder aufgebaut.
Erschöpfende Auskunft gibt
Dauerausstellung Tiere Motus. Geschichte eines Erdbebens und seiner Leute Palazzo Orgnani-Martina
via Mistruzzi, 4
33010 - Venzone (UD)

### Fachliteratur
- Robert Geipel: Friaul. Sozialgeographische Aspekte einer Erdbebenkatastrophe (= Münchener Geographische Hefte. Band 40). Verlag Michael Laßleben, Kallmünz/Regensburg 1977, ISBN 3-7847-6040-6.
- Robert Geipel, Jürgen Pohl, Rudolf Stagl: Chancen, Probleme und Konsequenzen des Wiederaufbaus nach einer Katastrophe. Eine Langzeituntersuchung des Erdbebens im Friaul von 1976 bis 1988 (= Münchener Geographische Hefte. Band 59). Verlag Michael Laßleben, Kallmünz/Regensburg 1988, ISBN 3-7847-6059-7.

### Roman
- Esther Kinsky: Rombo. Suhrkamp, Berlin 2022, ISBN 978-3-518-43057-6.